# Морской каяк
Морской каяк (англ. sea kayak) или океанский каяк — это один из типов каяка , представляет собой небольшую мореходную лодку, имеет характерный длинный и узкий корпус с установленными переборками, имеет закрытую палубу, с возможностью установить брызгозащиту. Сочетает в себе качества маневренности, свойственной всем типам каяков, с увеличенной скоростью передвижения, курсовой устойчивостью, повышенной грузоподъёмностью и вместительностью .
В большей части, морские каяки предназначены для передвижения по прямой (треккинг) на открытых водных пространствах. В отличие от речных каяков, имеющих плоское днище, морские каяки оснащены рулевым управлением и удлинённым килем (стабилизатор курса - skeg).
Морские каяки созданы как для протяжённых автономных путешествий, так и для участия в соревнованиях. Количество посадочных мест в морском каяке чаще всего расчитанно на 1 - 3 человека и предусмотрено пространство для размещения туристического  снаряжения. Материал корпуса - ротоформованный полиэтилен, термоформованный пластик, современные композитные материалы, углеродное волокно, стекловолокно и проч. Предусматривается, что корпус морского каяка не подвержен вредным воздействиям солёной воды. 

## Отличительные характеристики
От речного каяка морские каяки отличаются в первую очередь увеличенной длиной, а также узким корпусом. Одиночный морской каяк имеет длину 3 - 5,5 м, тандемный морской каяк имеет длину - до 8 м. Ширина морского каяка составляет 0,53 - 0,91 м. 
Все морские каяки имеют закрытое посадочное место (кокпит), с возможностью установки, после посадки гребца, брызгозащитной "юбки". Также морской каяк имеет более низкий центр тяжести, что увеличивает его устойчивость.

## История термина
Возможно, что книга Джона Дауда, вышедшая в 1981 году, с названием "Морской каякинг" явилась популяризацией водного туризма и выделением морского каяка в отдельный тип каякинга 